# 溫達菲尤爾
溫達菲尤爾（挪威語：Vindafjord）是挪威的一個市镇，位於羅加蘭郡，行政中心为厄倫村。市镇面积为621平方公里，人口数量为8,714人（2020年），人口密度为每平方公里14.6人。